# Betsy Beard
Betsy Beard   (Baltimore, 16 de setembre de 1961) és una ex-remadora estatunidenca que va competir durant la dècada de 1980.
Estudià a la Universitat de Califòrnia a Los Angeles, on es graduà el 1979. El 1984 va prendre part en els Jocs Olímpics de Los Angeles, on guanyà la medalla d'or en la prova del vuit amb timoner del programa de rem. Quatre anys més tard, als Jocs de Seül, fou sisena en la mateixa prova. En el seu palmarès també destaca una medalla de plata al Campionat del món de rem.